# Svennevads landskommun
Svennevads landskommun var en tidigare kommun i Örebro län.

## Administrativ historik
Den bildades då 1862 års kommunalförordningar trädde i kraft, i Svennevads socken i Sköllersta härad i Närke. 
Vid kommunreformen 1952 uppgick den i storkommunen Sköllersta landskommun och en mindre del i Askers landskommun. Området ingår numera i Hallsbergs kommun.

## Politik

### Mandatfördelning i Svennevads landskommun 1938-1946
| 10 | 10 |

| 20 |

| 20 |

| 20 |

| 9 | 11 |

| 20 |